# NGC 7134
NGC 7134 is een open sterrenhoop in het noordoostelijk gedeelte van het sterrenbeeld Steenbok. Dit hemelobject werd in 1860 ontdekt door de Duits-Amerikaanse astronoom Christian Heinrich Friedrich Peters.

## Glum Cyclops
NGC 7134 dient eerder als een telescopisch asterisme beschouwd te worden dan een echte open sterrenhoop. Het bestaat uit een boogvormig rijtje van 4 sterren. Dit boogje staat iets ten zuiden van de enigszins helderder ster TYC 5796-1217-1 (de leider van de groep). Amateur astronomen die dit soort telescopische asterismen opzoeken en waarnemen hebben aan NGC 7134 de bijnaam Glum Cyclops gegeven, omdat dit asterisme sterk lijkt op het gezicht van een eenogig monster met naar beneden afgebogen mondhoeken.
NGC 7134 is niet vermeld op kaart 301 van de sterrenatlas Uranometria 2000.0, Volume 2 (1987).
Vanaf de aarde gezien bevindt de Glum Cyclops zich een halve graad ten noordoosten van het sterrenstelsel NGC 7131. Beide objecten bevinden zich in de onmiddellijke nabijheid van de ecliptica, hetgeen betekent dat er regelmatig conjuncties met planeten kunnen worden waargenomen.